# Manis tetradactyla
El pangolín de cola larga (Manis tetradactyla) es una especie de mamífero folidoto de la familia Manidae. Se trata de un pangolín arborícola nativo de las selvas subsaharianas de África. Su nombre común se deriva de su característica cola larga (longitud media de 60 cm). No se conocen subespecies.

## Morfología
Al igual que otros pangolines, el pangolín de cola larga está cubierto de escamas superpuestas, en este caso de una coloración marrón oscuro. La punta de la cola está desnuda y es usada para agarrarse a las ramas. El abdomen está cubierto de piel oscura en lugar de escamas. Además de por su larga cola, la especie se caracteriza por ser la de menor tamaño.

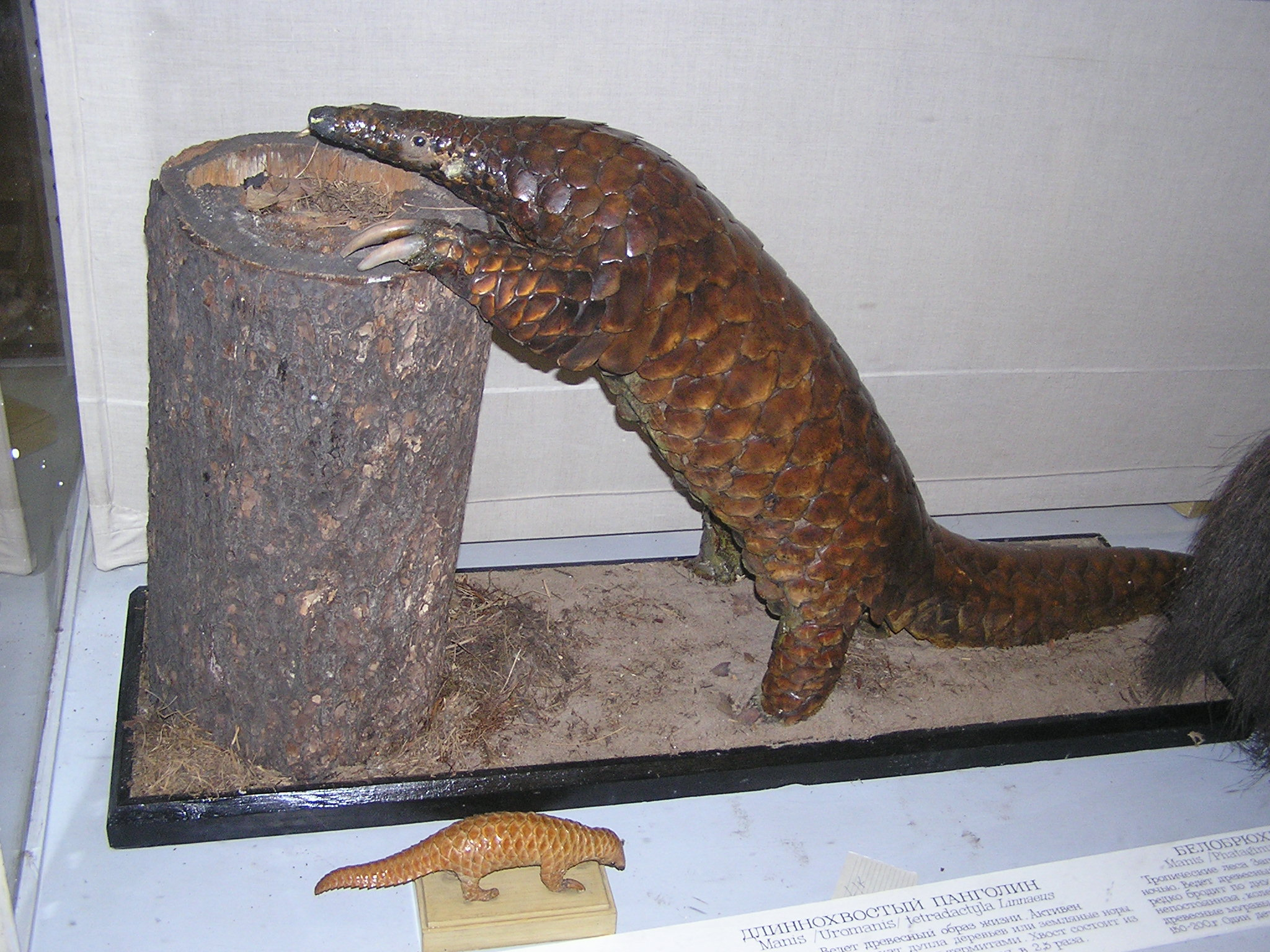
Pangolín de cola larga

Su lengua es viscosa y tan larga como medio cuerpo. La usa para capturar termitas, de las que se alimenta. 
No tiene ni un solo diente en la boca, por lo que no pueden morder para defenderse. Para ello usan sus fuertes garras, pero prefiere enrollarse en sí mismo. Si el enemigo lo toca, eriza las cortantes escamas.

## Comportamiento
Esta especie de pangolín es nocturna e insectívora.
Periódicamente el pangolín se endereza y se sacude como un perro mojado. Lo hace para desembarazarse de las termitas que se han introducido bajo sus escamas y le molestan.
Pasa su jornada bien escondido, sea en una madriguera que ha cavado él mismo o que se ha encontrado ya hecha, sea en un matorral espeso; o suspendido, por la cola de una rama.